# Lena Maas

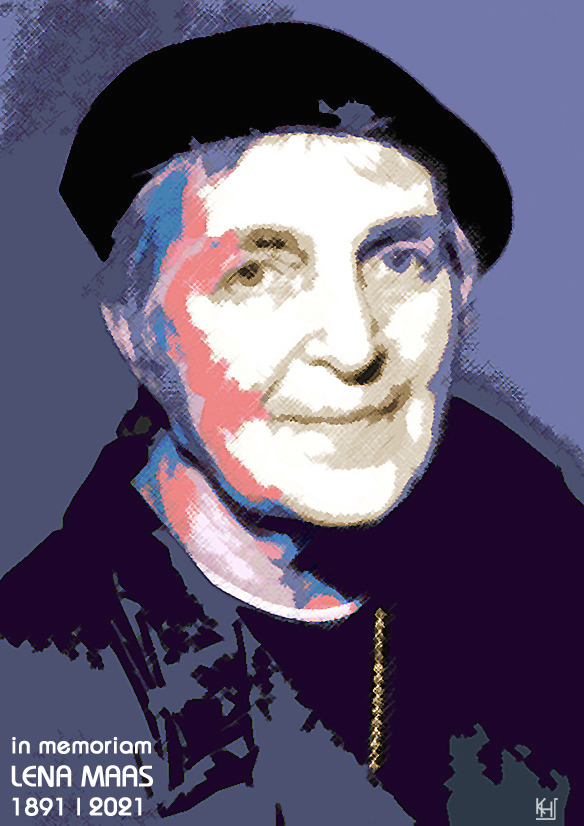
in memoriam Lena Maas. 2021

Helene Minna Eleonore Maas (* 6. April 1891 in Friedrichroda; † 12. September 1978 in Coburg) war eine deutsche Malerin und Dichterin.

## Leben und Wirken
Lena Maas, wie sie sich seit ihrer Studienzeit nannte, wurde 1891 in Friedrichroda geboren. Ihr Vater Reinhold Maas war Kaufmann, Fabrikdirektor und Reeder, der Großvater Maler. 1895 zog die Familie nach Weimar. Von 1897 bis 1907 besuchte Lena Maas das Großherzogliche Sophienstift und erhielt anschließend eine Erziehung in einem Zimmerschen Töchterheim in Kassel. Das 1909 in Berlin begonnene Kunststudium musste sie nach einem schweren Unfall, dessen Folgen sie auch im weiteren Leben immer wieder ans Krankenbett fesselten, abbrechen. Von 1910 bis 1919 studierte sie an der Großherzoglich Sächsischen Hochschule für bildende Kunst in Weimar bei den Professoren Fritz Mackensen, Walther Klemm und Max Thedy Malerei, hatte in der grafischen Abteilung von Klemm ein eigenes Atelier und beteiligte sich im Frühjahr 1919 an der Weimarer Kunstausstellung. Danach war sie mit Unterbrechung Schülerin am Staatlichen Bauhaus in Weimar. Sie nahm einmal am De Stijl-Kurs von Theo van Doesburg teil. Eine Aufnahme in die Grafikwerkstatt des Bauhauses wurde ihr aufgrund ihrer „zarten Konstitution“ verwehrt.
In den Jahren ab 1918 wendete sich Lena Maas zunehmend auch der Dichtung und dem literarischen Schaffen zu, veröffentlichte Artikel in Zeitschriften, war 1918 Mitbegründerin der Weimar-Gesellschaft und bewegte sich in verschiedenen Weimarer Kulturkreisen. Nach einer Begegnung mit dem Philosophen und Anthroposophen Rudolf Steiner arbeitete sie bis zu dessen Tod 1925 am Goetheanum in Dornach bei Basel. In dieser, einer sehr produktiven Zeit entstanden viele Bilder und literarische Werke mit anthroposophischem Hintergrund. Mit der englischen Malerin und Kunstlehrerin Gladys Mayer (1888–1980) widmete sie sich auch dem Marionettenspiel. Krankheitsbedingt kehrte sie zurück nach Weimar.
Hier betrieb Lena Maas von 1927 an eine Marionettenbühne und arbeitete dabei, wie schon in Dornach, mit dem Komponisten Leopold van der Pals zusammen. Sie hatte Ausstellungen in Erfurt, Leipzig, Berlin, Hamburg, Basel, Freiburg und Jena, hielt Vorträge und veranstaltete Lesungen. 1935 wurde in der Stadtkirche von Weimar ihr Krippenspiel mit der Musik von Adolf Fecker, Kapellmeister am Deutschen Nationaltheater Weimar, uraufgeführt. Aufgrund ihrer anthroposophischen Einstellung versagten ihr die Nationalsozialisten die weitere Ausübung ihrer Kunst. Dabei spielten Briefe der berüchtigten Ilse Koch gegen sie eine wesentliche Rolle. Sie wurde aus der Reichskammer der bildenden Künste und der Reichsschrifttumskammer ausgeschlossen.
Nach dem Tod ihrer Mutter 1941 verließ Lena Maas ihre Heimatstadt und zog nach Rottenbach bei Eisfeld, wo sie mit Margarethe Topf (1891–1987), der Besitzerin des sogenannten Eichenschlösschens, eine Sommerfrische betrieb und nebenbei ihrer Kunst nachging. Ende 1944 verlegte sie ihren Wohnsitz nach Coburg und arbeitete dort in den Nachkriegsjahren als Lehrerin an der Volkshochschule. Auf Schloss Falkenegg hatte sie zehn Jahre lang ein Atelier und betrieb für junge Kunstschüler eine Sommerschule. Sie beteiligte sich an den örtlichen Kunstausstellungen – letztmals an der des Coburger Kunstvereins 1961. Die Umfunktionierung von Schloss Falkenegg in ein Kinderheim brachte sie in Existenznöte. Von 1957 an wohnte sie in einem städtischen Rentnerheim. In engen Verhältnissen war es ihr nun fast unmöglich, ihrer Kunst nachzugehen. Sporadisch fertigte sie noch für Coburger Bürger Gemälde und Zeichnungen, vornehmlich Porträts.
1978 starb sie im Ernst-Faber-Haus, einem Alten- und Pflegeheim der Diakonie. Ihr bildnerisches Schaffen befindet sich größtenteils in Privatbesitz. Ihr literarisches Schaffen, das mit Ausnahme einiger Gedichte nie veröffentlicht wurde, ist fast vollständig verloren gegangen.

## Werke
- Bilder in Privatbesitz: Junge Frau (Öl, 1920), Zunftbild der Glaserinnung (Öl, 1952, Dritte Deutsche Kunstausstellung, Dresden 1953)[19], Schreitendes Paar (Öl), Frau Dr. T. (Kohle).
- Bilder in Sammlungen:[9] Porträts (selbst, Rudolf Steiner, Gladys Mayer), ohne Titel (3), Plakate (Ausstellung Lycemclub Basel 1926,[20] Marionettenspiel Arlesheim)
- Einbandentwurf für Karl Heyer: Das Wunder von Chartres, 1926.[21]
- Bücher (Auswahl, unveröffentlicht):[18] Der Wanderer, Thurat, Die großen Meister, Des Dichters Erde, Dir, Michael, Vom Sinn des Lebens, Frühling in der Stadt, Pfingsthymnus an Coburg.
- Gedichte: Über die Kunst (aus dem Epos Der Wanderer), … schreiten ihren hohen Zielen entgegen, Frühe Birken.